# 小果青藤
小果青藤（学名：Illigera grandiflora var. microcarpa）为莲叶桐科青藤属下的一个变种。